# 萨里大楼
萨里大楼（Surrey House）是英格兰诺里奇的一座历史建筑，属于英傑華集團保险公司，在歷史上這裡是保險公司英傑華集團的總部。萨里大楼已列为I级登录建筑.。
这是一座爱德华建筑，“辉煌而实用的办公空间”，由乔治·斯基珀受委托设计，建于1900年至1912年之间。融合了希腊的影响以及保险、保护和福祉的主题，让投保人放心公司的实力和繁荣。
这是一座帕拉第奧式建築，内部装饰使用了15种大理石，古典风格的壁画和玻璃中庭。它还包含不寻常的物品，如"空气喷泉"和为1851年萬國工業博覽會设计的骷髅钟。
萨里大楼是诺里奇的2座建筑物之一。